# Correlação de graus
No estudo de ciência das redes, assortatividade ou correlação de graus é uma propriedade estrutural amplamente observada em redes do mundo real. A correlação de graus indica a relação entre os nós de uma rede, e é frequentemente definido como o coeficiente de correlação de Pearson

## Topologias de rede devido a correlação de graus
A partir do cálculo da correlação dos graus da rede estudada, é possível observar até três tipos de topologias diferentes, que irão impactar na forma como hubs (nós fortemente vinculados) se comportam na rede. 

### Rede Neutra (Neutral Network)
Em redes neutras, os hubs não possuem tendências a se conectar entre si e nem com nós de baixo grau, ao invés disso, possuem um número aleatório de arestas entre si. A rede elétrica é um exemplo de rede neutra. Nesse tipo de rede, a probabilidade de se ter uma aresta entre um nó com grau {\displaystyle k} e {\displaystyle k'}, pode ser calculada a partir de:

{\displaystyle P_{k,k'}={\frac {kk'}{2L}}}

onde {\displaystyle L} é o número de links (arestas) na rede. 

### Rede Assortativa (Assortative Network)
Em redes assortativas, os hubs tendem a se conectar entre si, evitando nós com grau baixo. Ao mesmo tempo, nós com grau baixo tendem a se conectar entre si. Redes sociais são exemplos de redes deste tipo. 

### Rede Dissassortativa (Disassortative Network)
Em redes dissassortativas, os hubs tendem a se conectar com nós de baixo grau. Um exemplo de rede deste tipo é a rede formada pelo mapa de interações de proteínas de fermento. 

## Formas de quantificar a correlação de graus
Existem diversas formas de verificar a correlação de graus em uma rede, ela pode ser quantificada na forma de uma matriz, função ou até mesmo um único número. 

### Matriz de correlação de graus
Uma das formas de observar a correlação de graus em uma rede é através da visualização da matriz de correção de graus {\displaystyle e} . Nesta matriz, cada elemento {\displaystyle e_{ij}} representa a probabilidade de se selecionar uma aresta aleatória, e nesta aresta encontrar um nó de grau {\displaystyle i} em uma ponta, e grau {\displaystyle j} na outra ponta.

### Função de correlação de graus
Uma outra forma de observar a correlação de graus, é através da função de correlação de graus, a qual oferece uma forma mais simples de verificar a correlação em uma rede. Essa função pode ser calculada para todos os nós com grau {\displaystyle k}, a partir de:  
{\displaystyle k_{nn}(k)=\sum _{k'}k'P(k'|k)}

onde {\displaystyle P(k'|k)} é a probabilidade condicional de que seguindo uma aresta de um nó com grau {\displaystyle k}, encontraremos um nó com grau {\displaystyle k'}.
- Em redes neutras, o gráfico de {\displaystyle k_{nn}(k)} deve resultar em uma linha horizontal;
- Em redes assortativas, o gráfico de {\displaystyle k_{nn}(k)} aumenta conforme o grau k vai aumentando;
- Em redes dissassortativas, o gráfico de {\displaystyle k_{nn}(k)} diminui conforme o grau k vai aumentando.

Podemos também aproximar a função de correlação de graus, escrevendo-a da seguinte forma:

{\displaystyle k_{nn}(k)=ak^{\mu }}

onde {\displaystyle a} é a amplitude, e {\displaystyle \mu } é o expoente de correlação. Utilizando essa aproximação, podemos verificar a correlação de graus a partir de {\displaystyle \mu }:
- Se {\displaystyle \mu >0}, a rede é assortativa;
- Se {\displaystyle \mu =0}, a rede é neutra;
- Se {\displaystyle \mu <0}, a rede é dissassortativa.

### Coeficiente de correlação de graus
Também é possível determinar correlação de graus utilizando um único número, para tal, podemos usar o coeficiente de correlação de graus, proposto por Mark Newman, e que pode ser definido como:

{\displaystyle r=\sum _{jk}{jk{\bigl (}e_{jk}-q_{j}q_{k}{\bigr )} \over \sigma ^{2}}}
Sendo:
{\displaystyle \sigma ^{2}=\sum _{k}k^{2}q_{k}-{\bigg [}\sum _{k}kq_{k}{\bigg ]}^{2}}
{\displaystyle q_{k}={\frac {kp_{k}}{\langle k\rangle }}}
onde {\displaystyle p_{k}} é probabilidade de se encontrar um nó com grau {\displaystyle k} na rede, {\displaystyle \langle k\rangle } é o grau médio dos nós da rede e {\displaystyle e_{jk}} é calculado da mesma forma que os elementos ({\displaystyle e_{ij}}) da matriz de correlação {\displaystyle e}. 

O coeficiente de correlação {\displaystyle r} é um valor que está sempre no intervalo {\displaystyle [-1,1]}. De forma mais prática, assim como proposto por Newman,  podemos reescrever a equação do coeficiente de correlação {\displaystyle r} como:
{\displaystyle r\ =\ {\frac {M^{-1}\sum _{i}{j_{i}k_{i}\ -\ \left[M^{-1}\sum _{i}{{\frac {1}{2}}\ \left(j_{i}\ +k_{i}\right)}\right]^{2}}}{M^{-1}\sum _{i}{{\frac {1}{2}}\left({j_{i}}^{2}\ +{k_{i}}^{2}\right)}-\ \left[M^{-1}\sum _{i}{{\frac {1}{2}}\ \left(j_{i}\ +k_{i}\right)}\right]^{2}}}}

onde {\displaystyle j_{i}}, {\displaystyle k_{i}} são os graus dos nós nas pontas da i-ésima aresta da rede. Utilizando {\displaystyle r}, podemos verificar a correlação de graus de acordo com o sinal do valor encontrado:
- Se {\displaystyle r>0}, a rede é assortativa;
- Se {\displaystyle r=0}, a rede é neutra;
- Se {\displaystyle r<0}, a rede é dissassortativa.

## Correlação de graus no mundo real
A tabela abaixo apresenta o coeficiente de correlação de graus {\displaystyle r}, descrito na seção anterior, em diferentes tipos de redes.
|                     | Rede                             | {\displaystyle n} | {\displaystyle r} |
| ------------------- | -------------------------------- | ----------------- | ----------------- |
| Redes do mundo real | co-autoria de físicaa            | 52909             | 0,363             |
| Redes do mundo real | co-autoria de biologiaa          | 1520251           | 0,127             |
| Redes do mundo real | co-autoria de matemáticab        | 253339            | 0,120             |
| Redes do mundo real | colaboração de atores de cinemac | 449913            | 0,208             |
| Redes do mundo real | Diretores de uma empresad        | 7673              | 0,276             |
| Redes do mundo real | Internete                        | 10697             | -0,189            |
| Redes do mundo real | World-Wide Webf                  | 269504            | -0,065            |
| Redes do mundo real | Interações de Proteínasg         | 2115              | -0,156            |
| Redes do mundo real | Rede Neuralh                     | 307               | -0,163            |
| Modelos             | Rede Aleatóriau                  |                   | 0                 |
| Modelos             | Barabási and Albertw             |                   | 0                 |

Nesta tabela, os indíces representam: (a) redes de colaboração científica de físicos, biólogos e (b)  matemáticos ; (c) atores de filmes; (d) empresários; (e) conexões entre sistemas autônomos na internet; (f) hyperlinks não direcionados entre páginas da Web em um único domínio; (g) Interação proteína-proteína no fermento; (h) Conexões sinápticas não direcionadas e sem peso de um nematóide; (u) Rede aleatória produzida pelo modelo de Erdós and Rényi; (w) Modelo de Barabási e Albert com acoplamento preferencial.